# برج ۳ مرکز تجارت جهانی چین
برج ۳ مرکز تجارت جهانی چین (به انگلیسی: China World Trade Center Tower III) آسمان‌خراش ۷۴ طبقه به ارتفاع ۳۳۰ متر، با کاربری اداری-تجاری و هتل است، که در شهر پکن مستقر می‌باشد. پروژه ساخت این ساختمان در سال ۲۰۰۵ آغاز شد و در سال ۲۰۱۰ تکمیل و افتتاح گردید.